# Conophorisca
Conophorisca – rodzaj błonkówek z rodziny Diparidae. Obejmuje trzy opisane gatunki.

## Morfologia i zasięg
W obrębie rodziny błonkówka ta należy do grupy rodzajów o wtórnie zanikłym dymorfizmie płciowym. Głowa odznacza się dolną i górną częścią twarzy zetkniętymi pod kątem prostym i tworzącymi tam ostrożeberkowatą półeczkę, na której umieszczone są torulusy. Poza tym ma ona nadustek o przedniej krawędzi niewklęśniętej oraz nitkowate czułki zwieńczone dwuczłonowymi buławkami. Mezosomę cechuje stożkowata tarczka, zredukowane zaplecze oraz brak podłużnej bruzdy na grzbietowej krawędzi mezepimery i metapleury. Skrzydła odznaczają się niewidocznymi sklerytami aksillarnymi. Nucha pozbawiona jest rogokształtnych wyrostków grzbietowo-bocznych. Otwór pozatułowia jest ulokowany w dwóch płaszczyznach, grzbietowej i brzusznej, jakby zawiasowaty. Stylik jest prosty, co najmniej dwukrotnie dłuższy niż szeroki i przednio-brzusznie przewężony (niewalcowaty). 
Rodzaj afrotropikalny, endemiczny dla Południowej Afryki, znany wyłącznie z prowincji Przylądkowej Wschodniej i Przylądkowej Zachodniej.

## Taksonomia i ewolucja
Takson ten wprowadzony został w 1969 roku przez Karla-Johana Hedqvista na łamach „Entomologisk Tidskrift” jako monotypowy. Rewizji rodzaju i opisania dwóch kolejnych jego gatunków dokonał w 2007 roku Christopher A. Desjardins. Łącznie do rodzaju należą:
- Conophorisca annulata Hedqvist, 1969
- Conophorisca littoriticus Desjardins, 2007
- Conophorisca grisselli Desjardins, 2007

W wynikach morfologicznej analizy filogenetycznej Christophera A. Desjardinsa z 2007 roku omawiany takson jawi się jako siostrzany dla Myrmicolelaps, tworząc z nim klad siostrzany dla Conodipara.